# 基斑黃毒蛾
基斑黃毒蛾（学名：Euproctis lubecula）为毒蛾科黃毒蛾屬下的一个种。